# Alvis 11/40
La Alvis 11/40 è stata un'autovettura prodotta dalla casa automobilistica britannica Alvis dal 1921 al 1922.

## Descrizione
Il modello aveva un motore in linea a quattro cilindri con distribuzione a valvole laterali. Aveva una cilindrata di 1.598 cm³ e produceva 30 CV (22 kW) di potenza a 3.800 giri/min. Questo propulsore era dotato di un solo carburatore Solex. 
Il modello era disponibile in versione turismo quattro posti e roadster due posti. L'avantreno e il retrotreno ad assali rigidi erano sostenuti da sospensioni a molle a balestra semiellittica. La velocità massima raggiunta dalla 11/40 era di 96 km/h. Nel 1922 fu sostituita dalla Alvis 12/40.